# NGC 2629
NGC 2629 (również PGC 24682 lub UGC 4569) – galaktyka eliptyczna (E-S0), znajdująca się w gwiazdozbiorze Wielkiej Niedźwiedzicy. Odkrył ją William Herschel 30 września 1802 roku.